# Avril Coleridge-Taylor

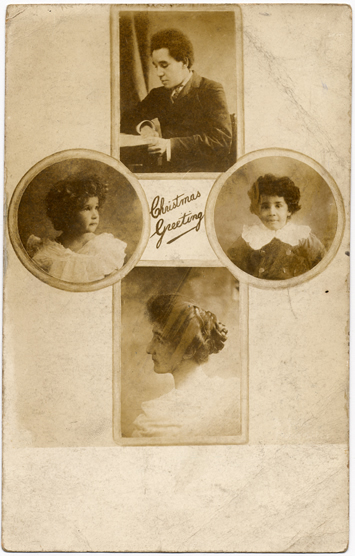
Tarjeta de felicitación navideña en la que aparecen el compositor inglés Samuel Coleridge-Taylor (arriba) y su familia, incluida su hija Avril.

Gwendolyn Avril Coleridge-Taylor (8 de marzo de 1903 - 21 de diciembre de 1998) fue una pianista, directora de orquesta y compositora inglesa.

## Biografía
Nació en South Norwood, Londres en 1903, siendo la hija menor del famoso compositor afrobritánico Samuel Coleridge-Taylor y su esposa británica Jessie (de soltera, Walmisley), quienes se habían conocido siendo estudiantes en la Royal College of Music. Su hermano mayor se llamaba Hiawatha. Escribió su primera composición, la canción "Goodbye Butterfly", a los 12 años y fue publicada a sus 14. En 1915 entró en el Trinity College of Music para estudiar composición y piano, donde recibió clases de composición de Gordon Jacob y Alec Rowley mientras aprendía dirección de la mano de Sir Henry Wood, el famoso fundador de los Proms.
En 1933, debutó como directora en el Royal Albert Hall. Más tarde, se convirtió en la primera mujer directora de los HMS Royal Marines y una frecuente directora invitada de la Orquesta de la BBC de Londres y Orquesta Sinfónica de Londres. 
Además, fue fundadora y directora de la Orquesta Sinfónica Coleridge-Taylor y de su sociedad musical en los años cuarenta, así como de la Orquesta Sinfónica Malcolm Sargent. 
Entre sus composiciones se incluyen grandes obras orquestales, así como canciones, música de cámara y obras para teclado.
Así, en 1957 escribió la Marcha Ceremonial para celebrar la Independencia de Ghana y entre las obras mejor consideradas encontramos un concierto de piano en La menor (Sussex Landscape, The Hills, To April, In Memoriam R.A.F.), Wyndore (Windover) para coro y orquesta , Golden Wedding Ballet Suite para orquesta, Comet Prelude (1952), Symphonic Impression (1942).
Casada en 1924 con Harold Dashwood en la iglesia parroquial de Croydon, Avril Coleridge-Taylor se quitó su primer nombre (Gwendolyn) después de su divorcio, y pasó a llamarse Avril profesionalmente. Pasó varias décadas en Sudáfrica, donde vivió bajo el apartheid, tras ser invitada a una gira por el país en 1952. Llegó en el vuelo inaugural del jet Comet de Croydon a Johannesburgo. Originalmente apoyaba la segregación racial, pasando por ser blanca. Más tarde, sin embargo, el gobierno sudafricano se enteró de la condición de mulato de su padre, y dejó de poder trabajar como compositora y directora debido a que tenía un cuarto de ascendencia africana negra.
Compuso algunas obras bajo el seudónimo de "Peter Riley".
Escribió el libro The Heritage of Samuel Coleridge-Taylor, una biografía de su padre en la cual invirtió mucho tiempo en la búsqueda de información, cartas... Escribía en The Musical Times: "Estoy preparando un libro sobre mi padre, Samuel Coleridge-Taylor, y su música, y me gustaría saber si hay algún lector con cartas interesantes de él, o reminiscencias conectadas con actividades como compositor, director, profesor o adjudicador".
Murió en Seaford, en la costa de Sussex, en diciembre de 1998. A las pocas semanas, se colocó una placa azul en su memoria en la residencia de ancianos donde pasó sus últimos años.

## Obras

### Música de cámara
- Idylle para flauta y piano, Op. 21
- Impromptu para flauta y piano, Op. 33
- Un lamento para flauta y piano, Op. 31

### Música para piano
- Impromptu, Op. 9
- Rhapsody para piano, Op. 174

### Música para orquesta
- Sussex Landscape, Op. 27

### Canciones
- Goodbye Butterfly, Op. 1
- Mister Sun, Op. 2
- Silver Stars, Op. 3
- Who Knows?, Op. 4
- April, Op. 5
- The Dreaming Water Lily, Op. 6
- The Rustling Grass, Op. 7
- The Entranced Hour, Op. 8
- Nightfall, Op. 43
- Apple Blossom, Op. 44
- Sleeping and Waking, Op. 45[6]